# Short track ai VI Giochi asiatici invernali - Staffetta 5000 metri maschile
La specialità della staffetta 5000 metri maschile di short track dei VI Giochi asiatici invernali si è svolta il 30 e 31 gennaio 2007 al  Changchun Wuhuan Gymnasium di Changchun, in Cina.

## Risultati
Legenda
- DNF — Gara non finita

### Semifinali

#### Gruppo 1
| Class | Team                                                                                   | Tempo    | Note |
| ----- | -------------------------------------------------------------------------------------- | -------- | ---- |
| 1     | Corea del Sud Song Kyung-taek Kim Hyun-kon Ahn Hyun-soo Kim Byeong-jun                 | 6:49.441 | Q    |
| 2     | Kazakistan Artur Sultangaliyev Azamat Sultanaliyev Aslan Daumov Nurbergen Zhumagaziyev | 7:31.321 | Q    |
| 3     | Taipei cinese Cheng Yi-lun Tsai Ping-yuan Lin Chueh Liu Ming-hsien                     | 7:34.973 |      |

#### Gruppo 2
| Class | Team                                                              | Tempo    | Note |
| ----- | ----------------------------------------------------------------- | -------- | ---- |
| 1     | Cina Li Ye Sui Baoku Wang Hongyang Hu Ze                          | 6:57.634 | Q    |
| 2     | Giappone Junji Itō Satoru Terao Shinichi Tagami Satoshi Sakashita | 7:13.118 | Q    |
| 3     | Corea del Nord Ro Sun-chol Han Chol-min Ri Chol-song Han Sang-guk | 7:18.655 |      |

### Finale
| Class   | Team                                                                               | Tempo    |
| ------- | ---------------------------------------------------------------------------------- | -------- |
| Oro     | Corea del Sud Song Kyung-taek Kim Hyun-kon Ahn Hyun-soo Lee Ho-suk                 | 6:44.839 |
| Argento | Cina Li Ye Sui Baoku Liu Xiaoliang Hu Ze                                           | 6:52.078 |
| Bronzo  | Giappone Junji Itō Satoru Terao Shinichi Tagami Satoshi Sakashita                  | 6:56.422 |
| —       | Kazakistan Andrey Smetanin Azamat Sultanaliyev Aslan Daumov Nurbergen Zhumagaziyev | DNF      |